# Saison 6 de Mom
Chronologie
Saison 5 Saison 7
Cet article présente le guide des épisodes de la sixième saison de la série télévisée américaine Mom.

## Généralités
- Au Canada, la saison a été diffusée en simultané sur le réseau Citytv.

## Synopsis
La série raconte l'histoire d'une mère célibataire qui, après son combat contre l'alcool, décide de refaire sa vie à Napa Valley en Californie.

## Distribution

### Acteurs principaux
- Anna Faris (VF : Ingrid Donnadieu) : Christy Plunkett
- Allison Janney (VF : Marie Vincent) : Bonnie Plunkett, mère de Christy
- Mimi Kennedy (VF : Brigitte Virtudes) : Marjorie Armstrong
- Jaime Pressly (VF : Valérie Nosrée) : Jill Kendall
- Beth Hall (en) (VF : Véronique Rivière) : Wendy Harris
- William Fichtner (VF : Eric Aubrahn) : Adam Janakowski

### Acteurs récurrents et invités
- Yvette Nicole Brown (VF : Pascale Vital) : Nora Rogers
- Charles Robinson : M. Munson (épisode 2)
- Constance Zimmer (VF : Marie Chevalot) : Professeur Stevens[1] (épisode 3)
- Kristen Johnston (VF : Magali Barney) : Tammy[2]
- Sadie Calvano (VF : Jessica Monceau) : Violet Plunkett (épisode 8)

## Épisodes

### Épisode 1:Situation cauchemardesque
- États-Unis /  Canada : 27 septembre 2018 sur CBS[3] / Citytv
- France : 21 octobre 2019 sur Comédie+

- États-Unis : 7,94 millions de téléspectateurs[4] (première diffusion)

### Épisode 2:Délivrez-moi de la tentation
- États-Unis /  Canada : 4 octobre 2018 sur CBS / Citytv
- France : 21 octobre 2019 sur Comédie+

- États-Unis : 7,83 millions de téléspectateurs[5] (première diffusion)

### Épisode 3:Manipulateur manipulé
- États-Unis /  Canada : 11 octobre 2018 sur CBS / Citytv
- France : 21 octobre 2019 sur Comédie+

- États-Unis : 8,21 millions de téléspectateurs[6] (première diffusion)

### Épisode 4:Reprise de justesse
- États-Unis /  Canada : 18 octobre 2018 sur CBS / Citytv
- France : 21 octobre 2019 sur Comédie+

- États-Unis : 8,12 millions de téléspectateurs[7] (première diffusion)

### Épisode 5:Virée spéciale
- États-Unis /  Canada : 25 octobre 2018 sur CBS / Citytv
- France : 21 octobre 2019 sur Comédie+

- États-Unis : 7,98 millions de téléspectateurs[8] (première diffusion)

### Épisode 6:Dette d'honneur
- États-Unis /  Canada : 1er novembre 2018 sur CBS / Citytv
- France : 22 octobre 2019 sur Comédie+

- États-Unis : 7,90 millions de téléspectateurs[9] (première diffusion)

### Épisode 7:La Dernière Pièce du puzzle
- États-Unis /  Canada : 8 novembre 2018 sur CBS / Citytv
- France : 22 octobre 2019 sur Comédie+

- États-Unis : 8,09 millions de téléspectateurs[10] (première diffusion)

### Épisode 8:Une bouteille à la mer
- États-Unis /  Canada : 15 novembre 2018 sur CBS / Citytv
- France : 23 octobre 2019 sur Comédie+

- États-Unis : 7,93 millions de téléspectateurs[11] (première diffusion)

### Épisode 9:Faux procès
- États-Unis /  Canada : 29 novembre 2018 sur CBS / Citytv
- France : 23 octobre 2019 sur Comédie+

- États-Unis : 7,47 millions de téléspectateurs[12] (première diffusion)

### Épisode 10:Fumer nuit à l'amitié
- États-Unis /  Canada : 6 décembre 2018 sur CBS / Citytv
- France : 24 octobre 2019 sur Comédie+

- États-Unis : 7,92 millions de téléspectateurs[13] (première diffusion)

### Épisode 11:Ultimatum de Noël
- États-Unis /  Canada : 13 décembre 2018 sur CBS / Citytv
- France : 24 octobre 2019 sur Comédie+

- États-Unis : 7,72 millions de téléspectateurs[14] (première diffusion)

### Épisode 12:Pause câlin
- États-Unis /  Canada : 10 janvier 2019 sur CBS / Citytv
- France : 25 octobre 2019 sur Comédie+

- États-Unis : 9,35 millions de téléspectateurs[15] (première diffusion)

### Épisode 13:Abstinence californienne
- États-Unis /  Canada : 17 janvier 2019 sur CBS / Citytv
- France : 25 octobre 2019 sur Comédie+

- États-Unis : 8,45 millions de téléspectateurs[16] (première diffusion)

### Épisode 14:Le Jugement des autres
- États-Unis /  Canada : 31 janvier 2019 sur CBS / Citytv
- France : 28 octobre 2019 sur Comédie+

- États-Unis : 8,55 millions de téléspectateurs[17] (première diffusion)

### Épisode 15:Jamais seule
- États-Unis /  Canada : 14 février 2019 sur CBS / Citytv
- France : 28 octobre 2019 sur Comédie+

- États-Unis : 7,64 millions de téléspectateurs[18] (première diffusion)

### Épisode 16:Stress intense
- États-Unis /  Canada : 21 février 2019 sur CBS / Citytv
- France : 29 octobre 2019 sur Comédie+

- États-Unis : 8,41 millions de téléspectateurs[19] (première diffusion)

### Épisode 17:Le Démon du jeu
- États-Unis /  Canada : 7 mars 2019 sur CBS / Citytv
- France : 29 octobre 2019 sur Comédie+

- États-Unis : 8,30 millions de téléspectateurs[20] (première diffusion)

### Épisode 18:Crise maternelle
- États-Unis /  Canada : 4 avril 2019 sur CBS / Citytv
- France : 30 octobre 2019 sur Comédie+

- États-Unis : 7,61 millions de téléspectateurs[21] (première diffusion)

### Épisode 19:Trop plein
- États-Unis /  Canada : 18 avril 2019 sur CBS / Citytv
- France : 30 octobre 2019 sur Comédie+

- États-Unis : 6,62 millions de téléspectateurs[22] (première diffusion)

### Épisode 20:Fautes avouées
- États-Unis /  Canada : 25 avril 2019 sur CBS / Citytv
- France : 31 octobre 2019 sur Comédie+

- États-Unis : 7,91 millions de téléspectateurs[23] (première diffusion)

### Épisode 21:Transfert affectif
- États-Unis /  Canada : 2 mai 2019 sur CBS / Citytv
- France : 31 octobre 2019 sur Comédie+

- États-Unis : 7,89 millions de téléspectateurs[24] (première diffusion)

### Épisode 22:Je le veux
- États-Unis /  Canada : 9 mai 2019 sur CBS / Citytv
- France : 1er novembre 2019 sur Comédie+

- États-Unis : 8,02 millions de téléspectateurs [25] (première diffusion)